# Brodo di quarta
Il brodo di quarta è una tipica pietanza piacentina, un tipo di brodo che viene solitamente preparato per cuocere gli anolini.

## Preparazione
È costituito da quattro ingredienti principali: 
- pollo,
- manzo
- bue grasso,
- costoletta di maiale.

## Varietà
Le quantità variano a seconda della zona, ne esiste una variante più leggera sostituendo il bue grasso con il vitello. Esiste, tra le tante, anche la variante del brodo in terza preparato con cappone, manzo e costine di maiale.
Entrambe le preparazioni danno vita ad un brodo molto grasso ed altrettanto saporito. È bene accompagnare gli anolini in brodo con un vino rosso robusto come, ad esempio, il Gutturnio D.O.C. dei Colli piacentini.